# سید ایوب موسوی
سید ایوب موسوی (زاده ۲۱ آوریل ۱۹۹۵ آبادان) یک وزنه‌بردار ایرانی است که موفق به کسب مدال نقره مسابقات قهرمانی آسیا ۲۰۱۶ شد. همچنین کسب مدال نقره یکضرب و مدال طلای دو ضرب آسیا و در مجموع کسب مقام دوم و مدال نقره آسیا حاصل تلاش او در مسابقات قهرمانی آسیا ۲۰۱۷ بوده‌است. او در رقابت های جهانی ۲۰۱۷ به مقام سوم مجموع رسید که با مثبت شدن  دوپینگ   نفر دوم به مدال نقره رسید.

## نتایج

### مسابقات قهرمانی وزنه‌برداری جهان ۲۰۱۹
سید ایوب موسوی در رقابت دسته ۹۶ کیلوگرم مردان،به نمایندگی از ایران به روی تخته رفت.موسوی در حرکت یک‌ضرب با رکورد ۱۶۸ کیلوگرمی در رده نهم ایستاد.وی در حرکت دو ضرب ابتدا وزنه ۲۰۵ کیلوگرمی را به زمین انداخت، اما در تلاش دوم وزنه ۲۰۶ کیلوگرمی را مهار کرد. موسوی در تلاش سوم وزنه ۲۱۴ کیلوگرمی را انتخاب کرد و به طور صحیح آن را بالای سر نگه داشت تا با رکورد ۲۱۴ کیلوگرمی به مقام سوم و مدال برنز دست پیدا کند.

### خلاصه نتایج
| سال                             | مکان                            | وزن                             | یک‌ضرب (کیلوگرم)                 | یک‌ضرب (کیلوگرم)                 | یک‌ضرب (کیلوگرم)                 | یک‌ضرب (کیلوگرم)                 | دوضرب (کیلوگرم)                 | دوضرب (کیلوگرم)                 | دوضرب (کیلوگرم)                 | دوضرب (کیلوگرم)                 | مجموع                           | رتبه                            |
| سال                             | مکان                            | وزن                             | ۱                               | ۲                               | ۳                               | رتبه                            | ۱                               | ۲                               | ۳                               | رتبه                            | مجموع                           | رتبه                            |
| مسابقات قهرمانی وزنه‌برداری جهان | مسابقات قهرمانی وزنه‌برداری جهان | مسابقات قهرمانی وزنه‌برداری جهان | مسابقات قهرمانی وزنه‌برداری جهان | مسابقات قهرمانی وزنه‌برداری جهان | مسابقات قهرمانی وزنه‌برداری جهان | مسابقات قهرمانی وزنه‌برداری جهان | مسابقات قهرمانی وزنه‌برداری جهان | مسابقات قهرمانی وزنه‌برداری جهان | مسابقات قهرمانی وزنه‌برداری جهان | مسابقات قهرمانی وزنه‌برداری جهان | مسابقات قهرمانی وزنه‌برداری جهان | مسابقات قهرمانی وزنه‌برداری جهان |
| ------------------------------- | ------------------------------- | ------------------------------- | ------------------------------- | ------------------------------- | ------------------------------- | ------------------------------- | ------------------------------- | ------------------------------- | ------------------------------- | ------------------------------- | ------------------------------- | ------------------------------- |
| ۲۰۱۷                            | آناهایم, ایالات متحده آمریکا    | ۹۴ ک‌گ                           | ۱۶۶                             | ۱۶۶                             | ۱۷۱                             | ۵                               | ۲۰۸                             | ۲۱۴                             | ۲۱۸                             | 3                               | ۳۸۵                             | 3                               |
| مسابقات وزنه‌برداری قهرمانی آسیا |                                 |                                 |                                 |                                 |                                 |                                 |                                 |                                 |                                 |                                 |                                 |                                 |
| ۲۰۱۶                            | تاشکند, ازبکستان                | ۸۵ ک‌گ                           | ۱۵۷                             | ۱۵۸                             | ۱۶۳                             | ۵                               | ۱۹۰                             | ۱۹۸                             | ۲۰۰                             | 2                               | ۳۵۶                             | 2                               |
| ۲۰۱۷                            | عشق‌آباد, ترکمنستان              | ۹۴ ک‌گ                           | ۱۶۰                             | ۱۶۶                             | ۱۷۱                             | 2                               | ۲۰۰                             | ۲۰۶                             | ۲۱۵                             | 1                               | ۳۷۲                             | 2                               |
| ۲۰۱۹                            | نانگبو, چین                     | ۹۶ ک‌گ                           | ۱۶۶                             | ۱۷۱                             | ۱۷۱                             | 3                               | ۲۰۵                             | ۲۰۷                             | ۲۲۵                             | 2                               | ۳۷۳                             | 2                               |
| بازی‌های همبستگی کشورهای اسلامی  |                                 |                                 |                                 |                                 |                                 |                                 |                                 |                                 |                                 |                                 |                                 |                                 |
| ۲۰۱۷                            | باکو, جمهوری آذربایجان          | ۹۴ ک‌گ                           | ۱۶۱                             | ۱۶۶                             | ۱۶۹                             | ۲                               | ۲۰۵                             | ۲۱۰                             | ۲۱۲                             | 1                               | ۳۸۱                             | 1                               |
| جام فجر                         |                                 |                                 |                                 |                                 |                                 |                                 |                                 |                                 |                                 |                                 |                                 |                                 |
| ۲۰۱۶                            | تهران, ایران                    | ۸۵ ک‌گ                           | ۱۶۰                             | ۱۶۶                             | ۱۶۹                             | 3                               | ۱۹۶                             | ۲۰۳                             | ۲۰۸                             | ۵                               | ۳۶۲                             | 3                               |